# ۲۸۶ (میلادی)
۲۸۶ (میلادی) دویست و هشتاد و ششمین سال تقویم میلادی است.

## درگذشتگان
‎